# موس (حلوى)
الموس أو الموسية (بالفرنسية: mousse)‏ وتعني 'الرغوة' وهي طبق حلوى فرنسي يتميز سطحه برغوة ناعمة جدا. قد تكون منفوشة ورقيقة إلى قشدية وسميكة، حسب الإعداد. وقد تكون مالحة أو حلوة.
تصنع حلوى الموس عادة من بياض البيض المخفوق أو القشدة المخفوقة، ويضاف عليها نكهة الشوكولاته أو الفاكهة المهروسة. أما طريقة الموس المالح يستخدم فيها البيض المسلوق أو السمك أو الكبد.

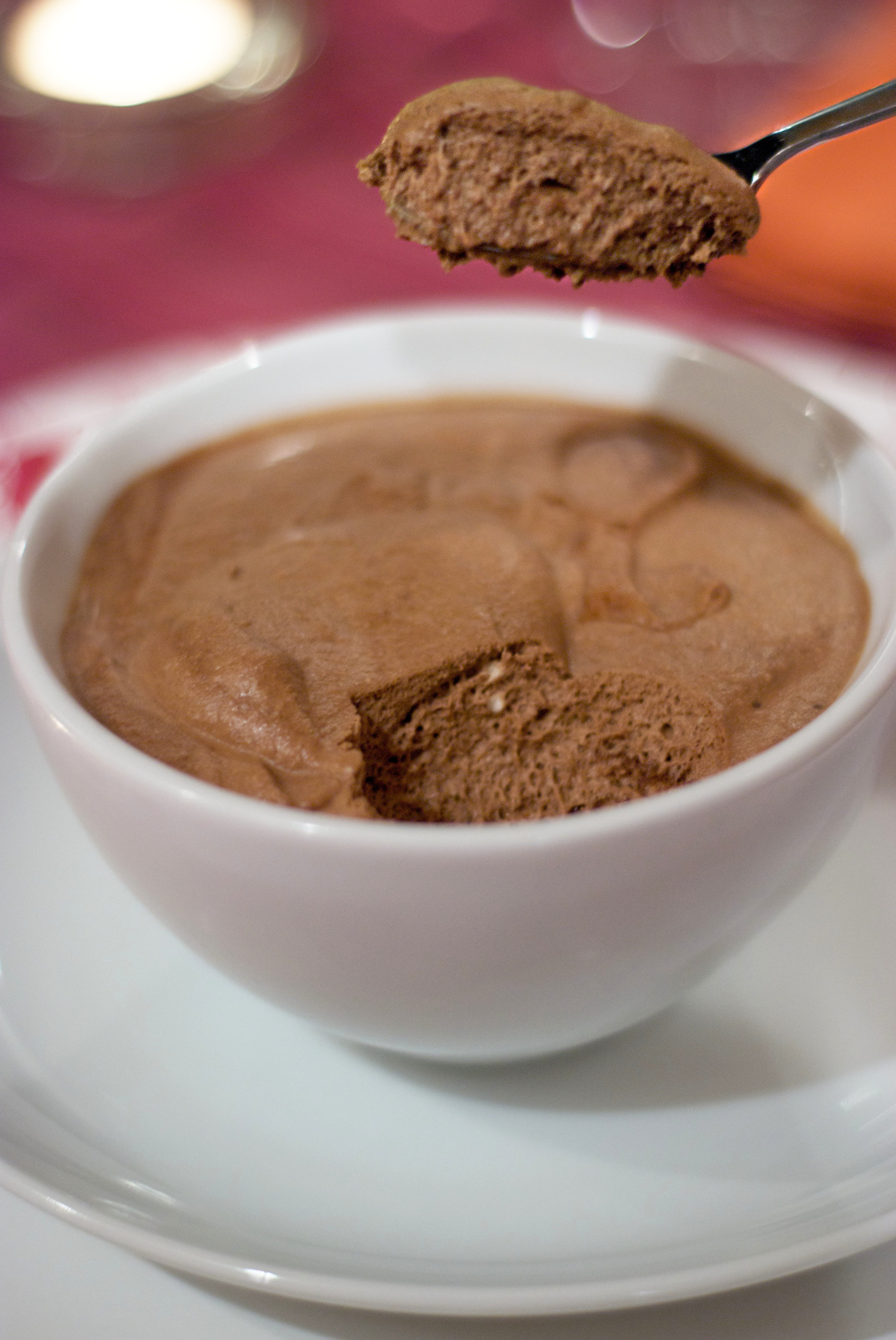
موس الشوكولاته.

## معرض صور

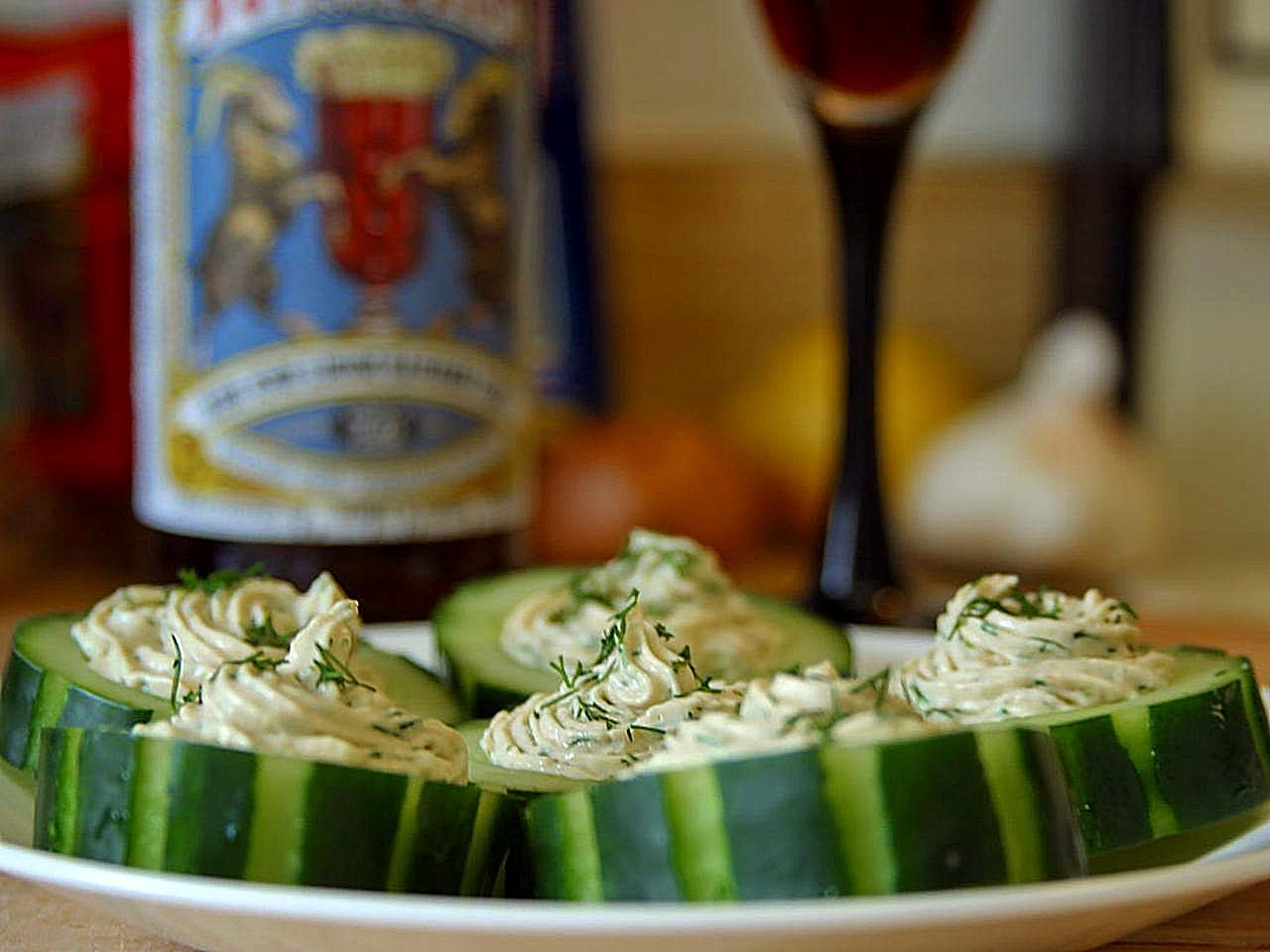
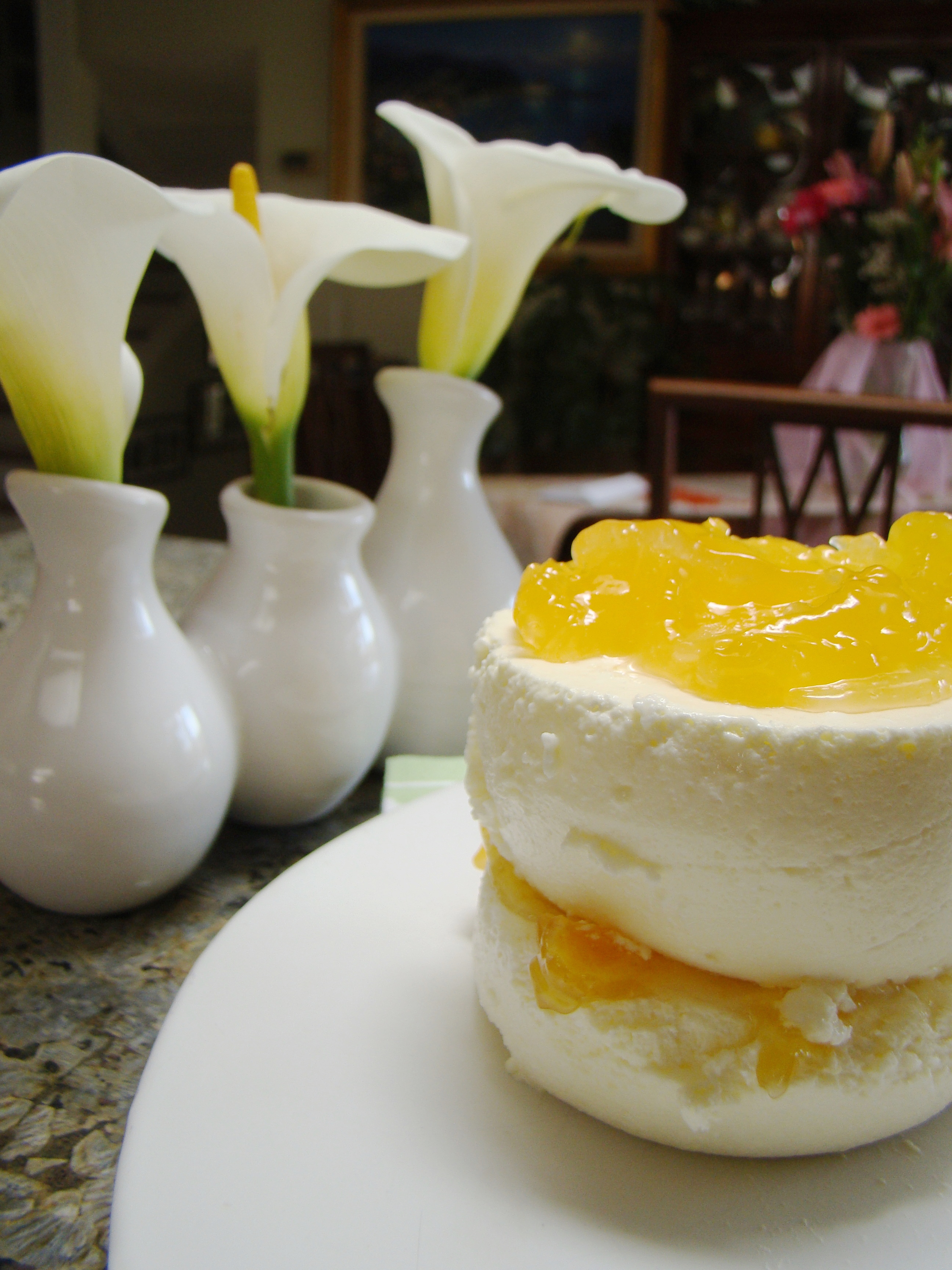
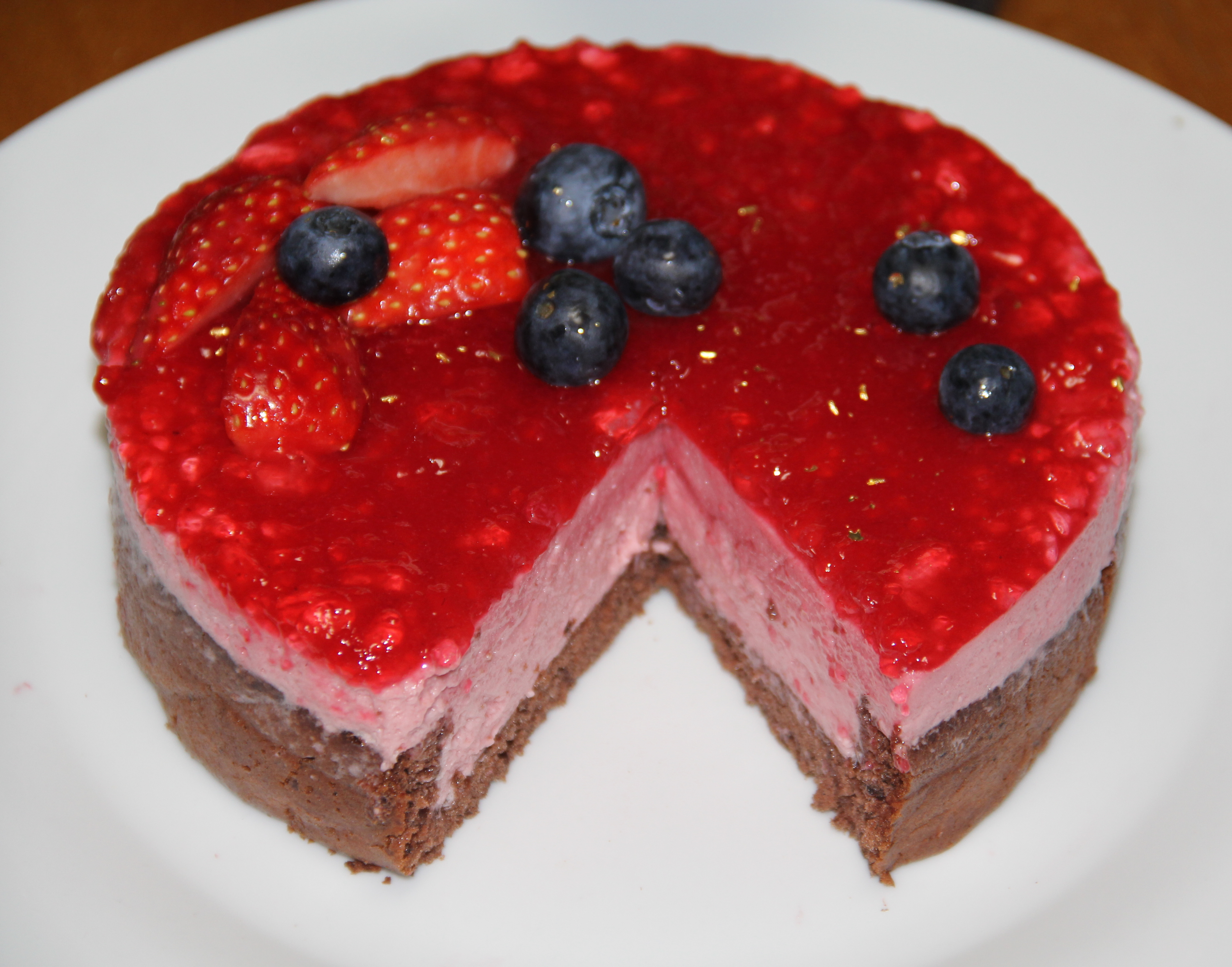